# Charles Denis Bourbaki
Pour les articles homonymes, voir Bourbaki.
Charles Denis Sauter Bourbaki, né le 22 avril 1816 à Pau et mort le 22 septembre 1897 à Bayonne, est un général français.
Saint-Cyrien, il se distingue dans l'armée d'Afrique lors de la conquête de l'Algérie, au commandement de bataillons de zouaves et de tirailleurs algériens, puis au cours de la guerre de Crimée. Bourbaki, comme plusieurs autres généraux du Second Empire ayant acquis leur expérience militaire durant la conquête de l'Algérie, tels Mac Mahon, Bazaine, Canrobert, Le Bœuf, Wimpffen, Ladmirault, Douay ou encore Failly, est appelé aux plus hauts postes de commandement pendant la guerre franco-allemande de 1870. Nommé général, il sert brièvement dans l'armée du Nord en cours de constitution avant de prendre le commandement de l'armée de l'Est. Il commande la Garde impériale durant le conflit. Il termine sa carrière comme gouverneur militaire de Lyon de 1871 à 1879.
Il est grand-croix de la Légion d'honneur.

## Biographie

### Famille
Il est le fils du colonel franco-grec Constantin Denis Bourbaki (1787–1827), qui a combattu dans la Grande Armée et qui est mort pendant la guerre d'indépendance grecque.

### Formation
Il entre à Saint-Cyr et, en 1836, rejoint les zouaves puis, promu au grade de lieutenant, entre dans la Légion étrangère. Il assume également la charge d'aide de camp du roi Louis-Philippe Ier.

### Conquête de l'Algérie
Il part pour l'Algérie en 1838. Son baptême du feu a lieu lors d'une expédition en 1840 ou cours de laquelle il est blessé d'un coup de feu à la jambe gauche le 7 juillet en Kabylie. Il est fait chevalier de la Légion d'honneur  la même année. Promu capitaine des zouaves en 1842 puis chef de bataillon en 1846, il commande le bataillon  de tirailleurs algériens de Constantine (futur 3e RTA) de 1846 à 1850, notamment au siège de Zaatcha en 1849, puis promu colonel en 1851, il commande le 1er régiment de zouaves de 1852 à 1854 et participe au siège de Laghouat en 1852. Il est fait officier de la Légion d'honneur en 1852 puis promu général de brigade en 1854.

### Guerre de Crimée
Il commande une partie des troupes algériennes pendant la guerre de Crimée, et se rend célèbre à Alma, Inkerman et au siège de Sébastopol. En 1857, il est nommé général de division et participe à la bataille d'Icheriden aux côtés de Patrice de Mac Mahon. Il est fait commandeur de la Légion d'honneur.

### Campagne d'Italie (1859)
En 1859, il commande à Lyon. Lors de la campagne d'Italie, il combat à la bataille de Magenta et à la bataille de Solférino à la tête de la 3e division du IIIe corps d'armée français du général Canrobert. 
Il est fait grand officier de la Légion d'Honneur en 1860. En 1862, il est proposé comme candidat au trône vacant de Grèce, en raison de son ascendance grecque, mais il décline l'offre.

### Commandant de division de la Garde impériale (1865-1869)
En 1865, il est nommé au commandement de la 1re division de la Garde impériale. 

### Aide-de-camp de l'Empereur (1869-1870)
En mai 1869, il est nommé  aide-de-camp de l'Empereur et il est remplacé par le général Deligny à la tête de la 1re division de la Garde impériale.

### Guerre de 1870

#### Metz
En juillet 1870, l'Empereur lui confie le commandement de la garde impériale, et il joue un rôle important dans les opérations liées au siège de Metz,.
Toutefois, Bourbaki est impliqué dans un curieux événement au moment du siège de Metz. Un certain Edmond Régnier apparaît à Hastings le 14 septembre 1870 pour demander une entrevue à l'impératrice Eugénie qui y est réfugiée, mais il ne parvient pas à l'obtenir. Il réussit cependant à recevoir du jeune prince impérial une photographie signée avec un message pour Napoléon III, dont il use comme sauf-conduit vis-à-vis de Bismarck puis du maréchal Bazaine, auquel il se présente à Metz le 23 septembre, lui racontant que la paix doit être signée et qu'un officier général, soit le maréchal Canrobert, soit le général Bourbaki, doit se rendre à Hastings auprès de l'impératrice dans ce but. Aussitôt Bourbaki se rend au Royaume-Uni, avec la connivence de la Prusse, croyant qu'il est en mission officielle. Dès qu'il est informé par l'impératrice que l'on s'est moqué de lui, il revient en France.

#### À la tête de l'armée du Nord
Bourbaki offre ses services à Léon Gambetta. Le 22 octobre 1870, le général Bourbaki est appelé au commandement de la région militaire du Nord. Aidé du colonel Farre et du préfet du département du Nord — Achille Testelin — il tire des dépôts de l'armée des effectifs qu'il constitue en régiments de marche et réorganise la garde mobile en bataillons à cinq compagnies de cent cinquante hommes chacune, commandées par trois officiers. Plusieurs batteries d'artillerie sont organisées dont une de douze qui arrive de Mézières et la cavalerie est organisée avec le dépôt du 7e régiment de dragons de Lille qui prend le nom de dragons du Nord et avec deux escadrons de la légion départementale de la gendarmerie montée. L'armée du Nord est constituée.
Le 10 novembre 1870, Bourbaki est démis de son commandement et transféré à l'armée de la Loire pour former l'armée de l'Est destinée à secourir Belfort. Farre, qui vient d’être promu général, le remplace provisoirement à la tête de l'armée du Nord.

#### Au secours de Belfort, à la tête de l'armée de l'Est
À la tête des troupes hâtivement entraînées et mal équipées de l'armée de l'Est, il tente de rompre le siège de Belfort. Cette opération est obérée par de considérables problèmes de ravitaillement, en vivres notamment. Après la victoire inexploitée de Villersexel, elle se conclut par la retraite des Français à la suite de l'échec de la bataille d'Héricourt (1871). Après la guerre, certains déplorent le peu de combativité et l'excès de prudence de Bourbaki qui, à l'image de Bazaine à Mars-la-Tour, aurait surestimé la puissance de l'adversaire et a contrario sous-estimé la sienne pour finir par abandonner le combat sans avoir livré toutes ses forces dans la bataille. Ce point de vue est réfuté par les officiers de l'entourage du général.

#### Retraite et tentative de suicide

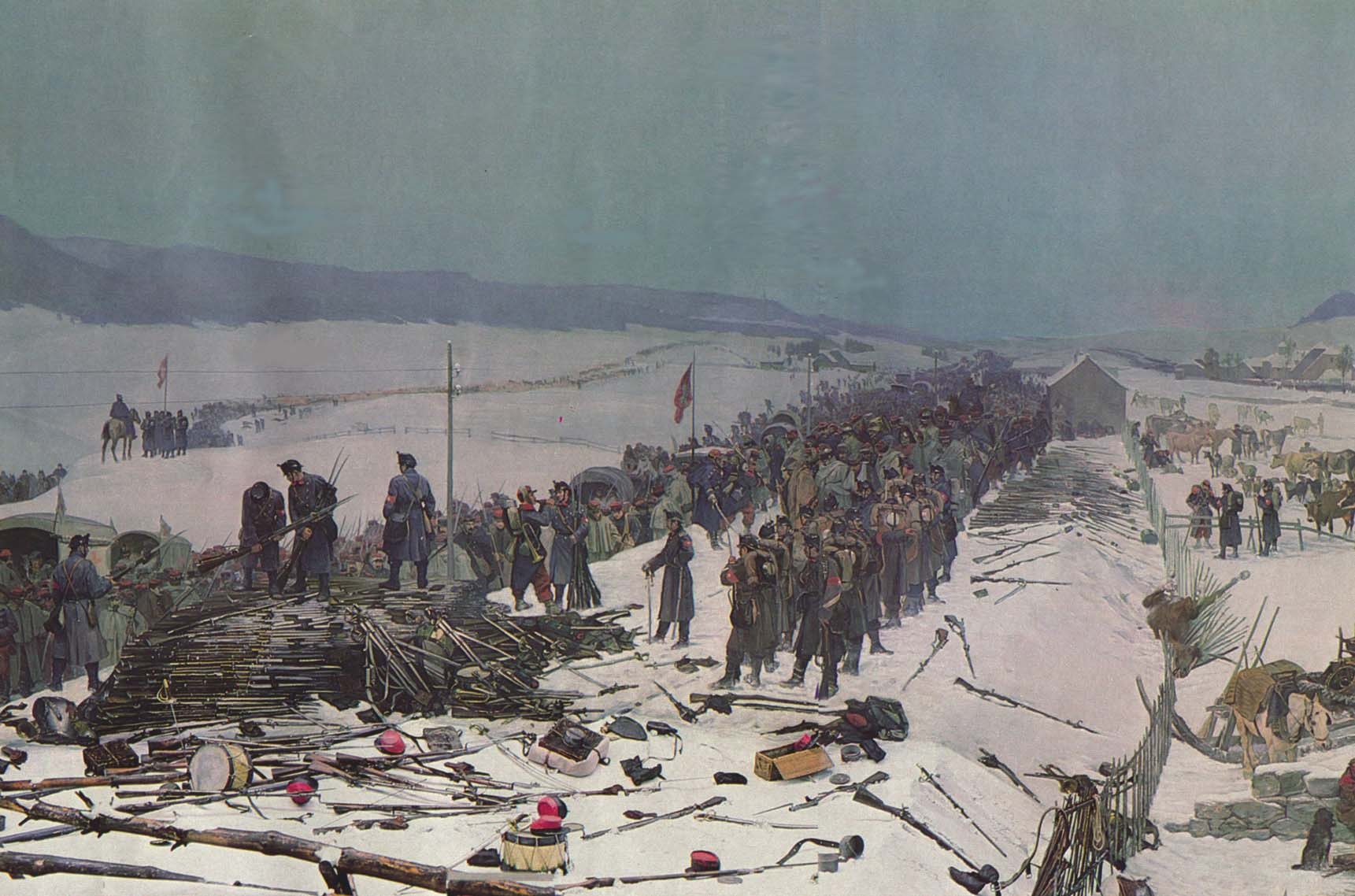
Armée de Bourbaki déposant les armes à son passage en Suisse (Panorama Bourbaki, Lucerne).

La retraite de Bourbaki vers Besançon est coupée par d'autres forces allemandes dirigées par Manteuffel, et cela le contraint à replier son armée vers la frontière suisse. Ses troupes sont dans la situation la plus déplorable et manquent de nourriture. Des 150 000 hommes avec lesquels il était parti, il n'en reste plus que 84 000.
C'est alors le passage en Suisse aux Verrières (commune proche de Pontarlier-Doubs), mais aussi à Sainte-Croix et Vallorbe, où l’armée de l'Est est désarmée puis internée dans les divers cantons de la Confédération, à la suite de la Convention des Verrières. Cet épisode dramatique est immortalisé par le peintre Édouard Castres (voir ci-contre). Bourbaki lui-même, plutôt que de se soumettre à l'humiliation de la reddition, le 26 janvier 1871, délègue ses fonctions au général Clinchant puis, dans la nuit, se tire une balle dans la tête. Mais la balle, ayant dévié, ricoche contre son crâne et Bourbaki est miraculeusement sauf. Un passeport lui est établi au nom de Léon Adam (nom de son épouse) et le marquis de Massa appartenant à son état-major l'accompagne en Suisse, où il retrouve assez de force pour retourner en France quelques semaines plus tard.

### Gouverneur militaire de Lyon (1871-1879)
Bourbaki est élevé à la dignité de grand-croix de la Légion d'honneur le 20 avril 1871 et en juillet, il devient gouverneur militaire de Lyon, poste qu'il conserve jusqu'en 1879. À ce poste, il semble participer au complot militaire présumé de 1877, qui prévoit la prise du pouvoir par les militaires pour réinstaurer la monarchie.
Après une enquête parlementaire sur le sujet, et les élections sénatoriales de 1879, le général Gresley, officier libéral placé au ministère de la Guerre par le Centre gauche, propose au président et maréchal Mac-Mahon un décret relevant de leur fonction les généraux commandants de corps d'armée Bataille, Bourbaki, Barail, Lartigue et Ducros, ainsi que le déplacement d'autres commandants de corps d'armée (Aumale, Deligny, Douay et Montaudon), ce que le maréchal refuse. Le décret est signé le 11 février par Jules Grévy.

### Dernières années
En 1881, sans doute à cause des récents événements, il ne bénéficie pas de la loi du 13 mars 1875, qui doit permettre son maintien en activité sans limite d’âge pour avoir rendu des services éminents ; il est placé dans la réserve d'état-major. En 1885, sa candidature au Sénat est un échec.
Il meurt le 22 septembre 1897 à Bayonne.

## Décorations
- Grand-croix de la Légion d'honneur (20 avril 1871)

## Citations ou expressions contenant le nom de Bourbaki

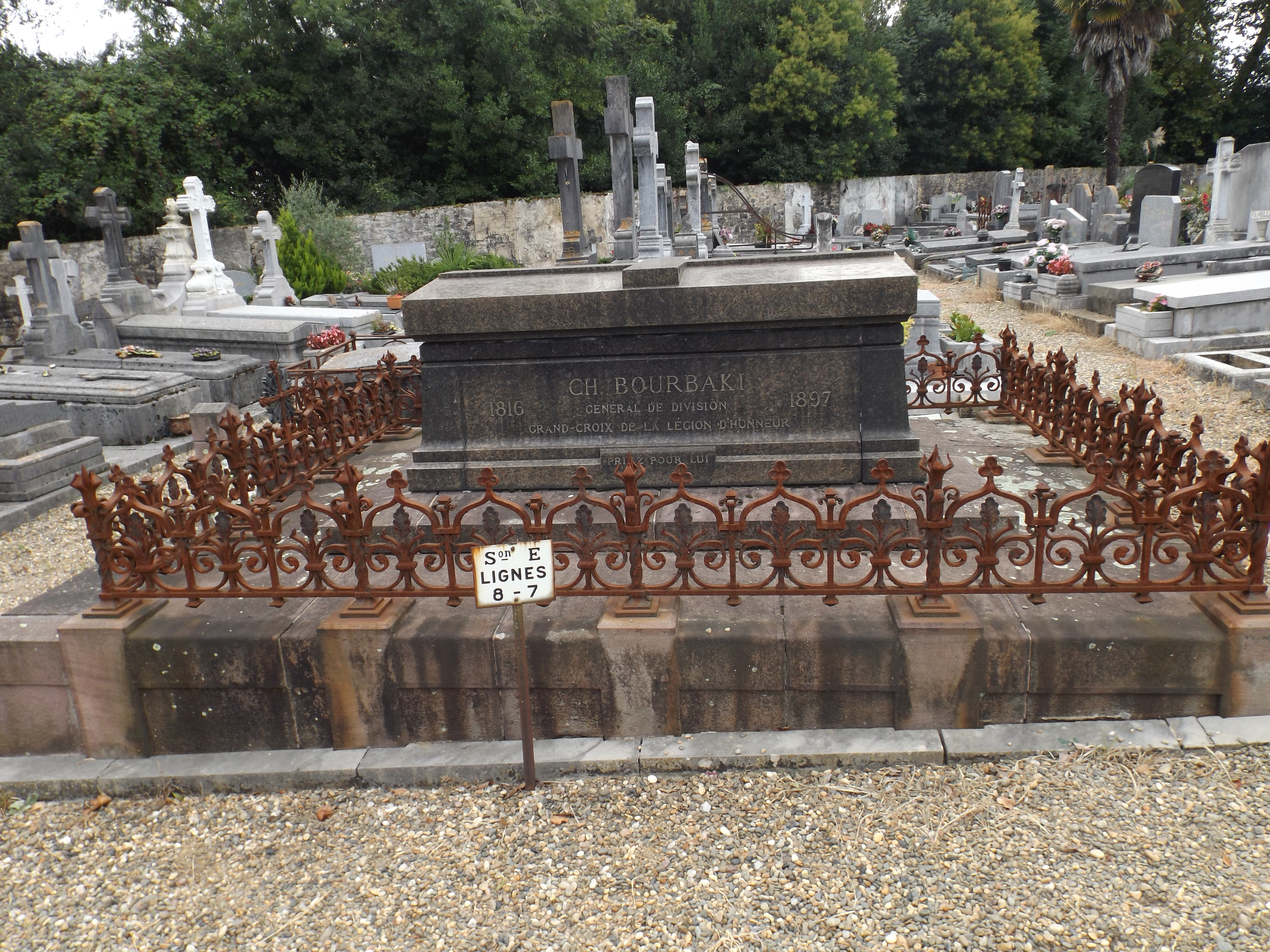
Tombe du général Bourbaki et de sa femme au cimetière Saint-Étienne de Bayonne.

Le 20 janvier 1871, un ballon monté nommé Le Général-Bourbaki décolle de la gare du Nord à Paris avec 180 kg de courrier et tombe en zone ennemie prussienne à Auménancourt-le-Grand sans être capturé.
De nos jours dans l'armée française (mais aussi dans la Police nationale ou les sapeurs-pompiers), l'expression « l'armée de Bourbaki » désigne de façon péjorative un groupe hétérogène mal équipé, comme lorsque le port de l'uniforme n'est pas règlementaire ; ceci est sans doute une référence aux troupes mal équipées de l'armée de l'Est qui furent placées sous le commandement de Bourbaki. Il semble que ce soit les légionnaires qui, engagés dans un conflit sur le sol national métropolitain pour la première fois en 1870, et découvrant une armée française métropolitaine encore plus démunie qu'eux, auraient inventé l'expression suivante, destinée à un autre légionnaire mal accoutré : « T'es pas dans l'armée à Bourbaki ».
On trouve par ailleurs une petite « vacherie » de la part de Maupassant dans sa nouvelle intitulée Le Lit 29 ; elle ne concerne pas directement Bourbaki mais celui-ci est cité dans un passage, avec toutefois un peu d'ironie : « le général Bourbaki passait aux yeux du capitaine Épivent, bel homme vain et superficiel, pour le plus grand des généraux français […] Il [Épivent] ne respectait, en somme, que les beaux hommes, la vraie, l'unique qualité du militaire devant être la prestance. Un soldat c'était un gaillard, que diable, un grand gaillard créé pour faire la guerre et l'amour, un homme à poigne, à crins et à reins, rien de plus. Il classait les généraux de l'armée française en raison de leur taille, de leur tenue et de l'aspect rébarbatif de leur visage. Bourbaki lui apparaissait comme le plus grand homme de guerre des temps modernes. Il riait beaucoup des officiers de la ligne qui sont courts et gros et soufflent en marchant, mais il avait surtout une invincible mésestime qui frisait la répugnance pour les pauvres gringalets sortis de l'école polytechnique, ces maigres petits hommes à lunettes, gauches et maladroits, qui semblent autant faits pour l'uniforme qu'un lapin pour dire la messe, affirmait-il. Il s'indignait qu'on tolérât dans l'armée ces avortons aux jambes grêles qui marchent comme des crabes, qui ne boivent pas, qui mangent peu et qui semblent mieux aimer les équations que les belles filles. Le capitaine Épivent avait des succès constants, des triomphes auprès du beau sexe […] ».

## Postérité
Les soldats de l'armée de l'Est ont été surnommés les Bourbakis.
À Pau, sa ville natale, un stade et le club de football de l'Association Bourbaki y résidant portent son nom, ainsi qu'un théâtre. Une statue, par Millet de Marcilly, Thiébaut fondeur, y fut érigée avant d'être détruite sous l' occupation.
Plusieurs lieux-dits en Suisse portent le nom du général Bourbaki en souvenir de l'internement de l'armée de l'Est en 1871, notamment l'Allée des Bourbaki à Colombier.
Le nom du mathématicien imaginaire Nicolas Bourbaki est peut-être inspiré de lui. Le bourbakisme est un courant de pensée, tirant son nom de ce « mathématicien », qui tend à formaliser et unifier les mathématiques au sein de la théorie des ensembles.

## Le panorama Bourbaki de Lucerne
Le panorama circulaire Bourbaki, d’abord établi à Genève en 1881, puis transféré en 1889 à Lucerne (Suisse), se présente sous la forme d'une rotonde d'un diamètre de plus de 40 mètres, entièrement tapissée de peintures, soit sur 112 mètres par 10 en tout.
Réalisé sur la base de nombreuses esquisses dessinées lors du repli de l'armée de l'Est vers la frontière suisse, par l'auteur de l'ouvrage, le peintre suisse Édouard Castres, engagé en tant que brancardier volontaire dans la Croix-Rouge française, le panorama dépeint les soldats blessés, affamés et gelés passant de Verrières-de-Joux, côté français, à Verrières, commune suisse du canton de Neuchâtel, le 1er février 1871. Dans cette vue panoramique, il décrit le paysage d'hiver gris-blanc, d'immenses champs couverts de neige et les longues colonnes de soldats, traversant le champ de vision des visiteurs.
Ce panoramique constitue aussi un hommage à la première grande action humanitaire de la Croix-Rouge et à la politique de neutralité de la Confédération suisse.
En effet, quelques années auparavant, l'entrepreneur genevois Henry Dunant, le 24 juin 1859, lors de la Bataille de Solferino, choqué par la souffrance des blessés, abandonnés sans soins sous la chaleur, et par le dévouement des femmes de Castiglione delle Stiviere à l’égard des blessés des deux camps, avait publié, en novembre 1862, « Un souvenir de Solferino », devenu un succès de lecture européen, dans lequel il proposait d'organiser, dans tous les pays, en temps de paix, des sociétés de secours aux blessés de guerre.
Le 9 février 1863, la Société d'utilité publique de Genève avait créé un "Comité des Cinq" (Général Guillaume-Henri Dufour, Henry Dunant, le juriste Gustave Moynier, les chirurgiens Louis Appia et Théodore Maunoir), constitué, le 17 février, en « Comité international et permanent de secours aux militaires blessés en temps de guerre », dont Henry Dunant fut le Secrétaire.
Du 26 au 29 octobre, le Comité avait convoqué la Conférence internationale de Genève, qui avait réuni seize États et quatre sociétés philanthropiques dans le but « d'examiner les moyens de promouvoir à l’insuffisance du service sanitaire dans les armées de campagne ». La Conférence avait adopté dix résolutions, instituant notamment des sociétés nationales de secours.
Du 8 au 22 août 1864 s'était tenu à Genève un Congrès diplomatique d'États, dont la France et la Prusse, qui adoptèrent et signèrent la « Convention de Genève du 22 août 1864 pour l'amélioration du sort des militaires blessés dans les armées en campagne ». La Convention prévoit notamment qu'il « existe dans chaque pays un comité dont le mandat est, en temps de guerre, de concourir... au service de santé des armées. » et adopte l'emblème de la croix-rouge. La France, la Prusse et la Suisse signèrent la Convention le jour de son adoption. La France la ratifia le 22 septembre 1864, la Prusse le 4 janvier 1865 et la Suisse le 1er octobre 1864. Les trois États étaient donc Parties à la Convention lors du passage à la frontière suisse. En 1866 fut fondée la Société suisse de la Croix-Rouge, à Berne, sous l'impulsion du général Dufour.

### Sources contemporaines
- Louis d'Eichthal, Le général Bourbaki : Afrique, Crimée, Italie, armées du Rhin, du Nord, de la Loire et de l'Est, Paris, E. Plon, Nourrit et Cie, 1885 (lire en ligne sur Gallica)
- Léonce Grandin, Le général Bourbaki, Berger-Levrault et cie., 302 pages, 1898.
- G. de Corlay, Le général Bourbaki, 1816-1897, C. Paillart, 235 pages, 1900.

### Sources modernes
- Le général Bourbaki, 1816-1897, Alexandre Gourdon, Editions Bernard Giovanangeli, 2015  (ISBN 2758701324 et 9782758701323).